# 奏光のストレイン
『奏光のストレイン』（そうこうのストレイン）は、スタジオ・ファンタジア制作の日本のSFロボットアニメーション作品。2006年11月1日深夜24:00（翌日0:00〈JST〉）から2007年2月14日までWOWOWノンスクランブルにて放送（初回のみ2話連続放送）。全13話。漫画版は漫画雑誌『ドラゴンエイジ』にて連載終了。登場人物名はフランシス・ホジソン・バーネットの小説である、『小公女』、『小公子』、『秘密の花園』から取られており、コンセプトは『小公女』に近い。2014年にパチンコ化が決定。

## あらすじ
はるかな未来。人類は宇宙を舞台にユニオン（連合）とディーグ（帝国）の2つの陣営に分かれて、始まりすら定かではない永い戦争を続けていた。ユニオンは戦争はあくまで人の手によって行われるものである事を尊んだが、ディーグは戦争をただの外交手段としか見なしておらず、合理的かつ効率的に人の手を掛けず行う事を重視していた。
そんな時代に繰り広げられる一組の兄妹の物語。兄ラルフは突如ユニオンを裏切りディーグに付きグラベラを急襲、空間機甲兵科学院の友人達は全滅する。全てを失った妹セーラは裏切りの理由を知るため、自身の素性を偽り兄との再会を胸に戦い続ける。そんな時セーラが出会った一体の人形“エミリィ”。法に触れる改造を施された真紅のワンオフモデル・ストレイン“ラムダス”。それが彼女の運命の歯車を再び動かし始めることとなる。

## 登場人物

### ユニオン軍
セーラ・ウィーレック
声 - 川澄綾子
本作の主人公。身長158.4cm・体重48.7kg。兄ラルフに対してはブラコン的な感情を抱いている。そのため、異性から恋愛感情を向けられても気づかずにいる。絵を描く事が趣味だが、腕前の方は壊滅的に下手（宇宙怪獣または抽象画と言われたほど）。ラルフと一緒に戦うために、リーズナー（ストレインのパイロット）となるべくグラベラ空間機甲兵科学院に通っていたが、ディーグのグラベラ襲撃時に他ならぬそのラルフ自身の手で友人達を目の前で皆殺しにされ、セーラ自身も撃墜されてミミックを失ってしまう。家名も友人もリーズナーとしての道すらも全て失ったセーラは、絶望の中それでも兄が裏切った理由を知るために、経歴と名を偽り「セーラ・クルス」としてバジオン総合戦術学校機動歩兵科に入学する。
そこでセーラは新たな道、機動歩兵として前線を目指し訓練をこなしていたが、その境遇上自ら周囲に壁を作って孤立してしまい同科の訓練生達から様々な嫌がらせを受ける事に。しかし、亜光速演習中に起こったディーグのリベルタッド襲撃の際に、他人のミミックであるはずの球体関節人形「エミリィ」とリンクしてしまう。このことで、メルチセデックの監視下に置かれつつも一度は閉ざされたリーズナーへの道を再び歩み始める。編入先の空間機甲科でも境遇が枷となり中々仲間達と打ち解けきれなかったが、身元が割れてしまったこと、自身の悲壮な覚悟を吐露したことで、本当の意味での仲間となる。
最終話ではエミリィと共に格納庫から出撃し、兄との最終決戦を繰り広げる。その際、周囲を巻き込むまいと亜光速戦闘に突入、その果てに兄ラルフを紙一重の差で打ち破ることに成功する。決着後近くの惑星の引力に引かれてラルフの機体と共に大気圏に突入してしまうが、偶然か、兄の機体に守られて突破に成功、海岸に不時着する。
まもなく、既に正規軍人となったリベルタッドの仲間達の救助を受けたところで物語は終了する。兄との決着がついた時、亜光速戦闘の影響で現実時間では125年の月日が流れていた。
ロッティ・ゲラー
声 - ゆかな
漫画版の主人公。バジオン総合戦術学校空間機甲科の訓練生。年齢の割に容姿は幼いが、空間機甲科のリーダー的存在で愛称は女王様。周囲の嫌がらせにも負けず、黙々と訓練を続けるセーラの事を根性女と呼ぶ。彼女にもセーラ同様に敬愛する兄がおり、その兄と共に戦うためにリーズナーを目指し努力していたが、ディーグのグラベラ襲撃時に裏切者ラルフ・ウィーレックに兄を殺されてしまう。そのためラルフを仇と狙っており、彼が戦場に出てくると見境を無くしてしまう。
努力家のため周囲の人望は厚いが、基本的に負けず嫌いでセーラとはあらゆる面でライバルのような関係。成績的にはセーラと同等で空間機甲科の2トップなのだが、本人は自分の方が上だと言い張っている。説明下手のようで作戦の説明の際には擬音を多用している。セーラの正体を知り一時は取り乱すが、自分と同じ彼女の境遇と悲壮な覚悟を知り和解する。
クンルーン自爆の際、メルチセデックとデュファルジュを救い出すために奮闘、見事救助に成功する。後に正規軍人となり、125年後の世界でリベルタッドの仲間達と共にセーラの救助に向かい、無事再会を果たした。
ジェッシィ・アイジェス
声 - 松来未祐
バジオン総合戦術学校空間機甲科の訓練生。ロッティの友人で、付き人の様に常に彼女の傍らにいて世話をしている。普段は控えめな性格だが、キレると人が変わる。ロッティの代わりに貧乏くじを引かされる事が多い。
ラヴィニアの勘違いで百合の毒牙にかかるものの、その流されやすい性格ゆえか、まんざらでもない様子。単身でエミリィを探しに行ったセーラを通信越しに怒鳴り散らしたり、ロッティに指揮を任されるあたり、しっかりしたところもあるようである。
カリスフォド・ラドフリックス
声 - 保志総一朗
グォール空間補給廠の出身で、バジオン総合戦術学校空間機甲科の訓練生。通称カリス。亜光速航行によるウラシマ効果で年上となった弟や友人がいる。セーラと同じく絵を描くことが趣味だが、セーラとは違い腕前はかなりのもの。成績優秀な生徒で、セーラの事が気になるらしくあれこれと気を回すが、当の本人には中々取り合ってもらえなかった。
エミリィ人形探しの最中に出会った少女、エミリィのおかげでセーラと打ち解けいい雰囲気になるも、彼女を連れ戻しに来たラルフによって撃墜され死亡。
ディコン・シドノック
声 - 谷山紀章
バジオン総合戦術学校空間機甲科の訓練生。カリスとよく行動を共にしているお調子者。軟派な遊び人だが意外にもストレインの操縦技術は高く、シミュレーションでは3位に付けている。
マーサ・シュビーパウエル
声 - 花井なお
バジオン総合戦術学校空間機甲科の訓練生。いつも男のような格好をしており、色気より食い気が勝る体育会系な少女で制服も短パンを履いている。
アーメンガァド・ヨハニッツ
声 - 阪田佳代
バジオン総合戦術学校空間機甲科の訓練生。通称アーミィ。マーサとはよく一緒に行動しているが、彼女とは対照的に身嗜みや容姿に気を配っている色気ある少女。
ラヴィニア・リベルス
声 - 野中藍
バジオン総合戦術学校空間機甲科の訓練生。空気の読めないギャグキャラのような性格をしている。セーラの事を一目見たときから非常に気に入っている百合少女で、彼女の気を惹くために迷惑も省みず様々なアプローチを試みる（しかし、裏目に出て失敗する）。成績は悪く、生き残った空間機甲科8名の中で比肩する者の無いぶっちぎりの最下位(だが、ある特性のみ優れている)。後に「全裸艦内1周事件」（噂は尾ひれが付いて3周となった）の偉業を成す（この事件がきっかけで訓練生たちに休暇が齎された）。
セーラの気を惹くためにエミリィ人形を隠した事が、大きな事件に発展してしまう。その事でセーラの負担になってしまい落ち込む。
イザベラ
声 - 田中理恵
バジオン総合戦術学校機動歩兵科の訓練生。セーラをいじめているグループのリーダー格。空間機甲科の訓練生を一方的にライバル視している。口と態度だけは大きかったが、亜光速戦闘中に敵の一機も撃破できない内に複数のトゥモールに取り付かれた挙句、船外に引きずり出され戦死する。だが、彼女が死んでもセーラへのいじめは治まらず、イザベラの友人だったマリエットが、いじめグループの新たなリーダーとなった。
マリエット
声 - 谷井あすか
イザベラの友人。イザベラが戦死を遂げると、彼女に代わって、セーラをいじめていたグループを率いる。イザベラの戦死を理由に、八つ当たり同然の理屈を振りかざしてセーラを仲間と共に責め、それでも必要以上に口を開かないセーラに激昂、激しく痛め付ける。その現場をロッティ達に見咎められてからは、これといった出番がなかった。セーラがラルフの妹であると知った後、最初は不審を抱いていたが、艦内全部に流れた彼女の言葉を聞いた事で、セーラに対する思いが変わり、最終話では1人で出撃するセーラを暖かく見送っていた。
メルチセデック
声 - 皆川純子
バジオン総合戦術学校技術工兵科の教官。年齢不詳であり、見た目や行動はまるっきり子供なのだが、校長であるクレイヴンとの会話ではまるで同等かそれ以上の地位であるかのような扱いなど謎が多い存在。
演習艦リベルタッド内でストレイン・【ラムダス】を自作しており、エミリィ人形も彼が作ったもの（ただし、中に収められているミミック「エミリィ」は何処かから入手してきた特殊規格品）。技術者としては天才的な様で、自作していた【ラムダス】の性能は折紙付き。他人のミミックとリンクしてしまったセーラを、周囲から保護兼調査する為に監視下に置いている。グォール空間補給廠の端末から連合のデータベースにアクセスし、セーラの生体データからその身元を割り出す事に成功する。
クンルーンの自爆解除に失敗した後、艦をできる限りリベルタッドから遠ざけようと自らクンルーンを操鑑する。
カアマイクル
声 - 谷井あすか
バジオン総合戦術学校技術工兵科の教官で、彼女もメルチセデック同様に年齢不詳の謎の人物。彼との付き合いは長いらしい。エミリィ人形のことをちゃんと名前で呼んだり、セーラを気遣ったりと優しい一面を持つ。裁縫が得意なようで、エミリィ人形の服をセーラの（宇宙怪獣もしくは抽象画と言われる）スケッチから作り上げた。彼女もストレイン・【ラムダス】の製作に関わっている。
ベッキィ
声 - 阪田佳代
バジオン総合戦術学校野戦衛生科の訓練生。
クレイヴン
声 - 麦人
バジオン総合戦術学校校長。メルチセデックらとは長い付き合いのようで、昔から色々と困らされているらしい。なぜか、子供にしか見えない彼に対し目上にするような話し方をする。ちなみに、カリスと彼の弟の関係のように亜光速航行によるウラシマ効果によって年齢の食い違いが起きているため、昔からの知己であればメルチセデックに対する態度は何ら不思議ではない。
デュファルジュ
声 - 中田譲治
バジオン総合戦術学校の空間機甲科教官。クレイヴンの補佐的な立場にあるようで、常に傍らに控えている。
セディ
声 - 白鳥哲
グラベラ空間機甲兵科学院の訓練生でセーラの親友だった。セーラに思いを寄せていたが気弱で告白できないまま、ラルフの攻撃から彼女を庇って撃墜され死亡。
メアリー
声 - 田中理恵
グラベラ空間機甲兵科学院の訓練生でセーラの親友だった。コリンとは付き合っていたような感じの仲の良さであった。コリンが目の前で【グロワール】に撃墜されたことに驚いている間に、ラルフに撃墜され死亡。
コリン
声 - 増田裕生
グラベラ空間機甲兵科学院の訓練生でセーラの親友だった。ラルフの【グロワール】が戦場に降下してきた際、ようやく駈け付けてきた味方と思い油断した所を真っ先に撃墜され死亡。

### ディーグ軍
ラルフ・ウィーレック
声 - 近藤隆
セーラの兄。元々ユニオン軍でも指折りのエースで名門ウィーレック家の当主でもあったが、ユニオン軍に捕えられ人体実験に利用されていたエミリィ達異星人の悲惨な経験を受け取ったため、人類への復讐に取りつかれ、人格を変異させる。
「エミリィ」を救出するためグラベラに襲撃を仕掛け、駐留軍と学院の訓練生を殺戮した。妹のセーラとの戦いにおいても、彼女に何の言葉も掛けず、眉一つ動かさずにまるで邪魔者を排除するが如く容赦のない攻撃を仕掛ける。そして、エミリィを連れ戻すため潜入したグォール空間補給廠において、セーラに自分を忘れろと言い、立ちはだかるなら容赦はしないと突き放した。喀血しており、病気を患っている描写がなされている。
エミリィが人間への復讐心に燃え、彼女が自分の行動を支持していると思っていたが実際はそうではなく、エミリィはセーラと共に行くことを決意した事で、ラルフは最後にセーラと決着をつけるためグロワールでラムダスと死闘を繰り広げた。その末に紙一重の差で敗れ、死に際に本来の優しい兄を取り戻し、エミリィをセーラに託し死亡する。
その後、近くの惑星の引力に引かれてセーラの機体と共に落下した際、彼の機体は、偶然か、妹を守るようにして大気圏の炎に包まれて完全に消滅した。セーラはその後彼の果たせなかった約束を果たすと決意した。
エミリィ
声 - 野中藍
グラベラの旧い研究施設内のカプセルで眠っていた少女。セーラが大事にしているエミリィ人形と瓜二つの容姿をしている。ラルフのことをお兄ちゃんと呼び常に側にいる。現在のラルフが唯一笑顔を見せる相手で、エミリィの存在こそがラルフの一連の行動に関わっていると思われる。自分の分身であるエミリィ人形に会うためにクンルーンから脱走し、グォール空間補給廠でセーラと邂逅する（本来ならばIDが照合されず、艦を離れることが出来ないが、ラルフが脱ぎ捨てた上着を着ることで艦を抜け出した）。
ラルフを「お兄ちゃん」と呼び慕っていたが、彼の凄惨な虐殺を目撃し、セーラについていくことを決意する。
正体は異星人で、仲間と共にユニオン軍に捕えられ人体実験されていた生き残り。エミリィ人形の中にも彼女の仲間の生きた脳髄が入っており、その知覚を共有できる。
メドロック
声 - 田中敦子
ディーグの軍艦クンルーンの指揮官。ラルフと彼の愛機ストレイン・【グロワール】の監視という名目で彼の上官をしている。だが、ラルフとは男女の仲（ただし一方通行気味）になっており、監視役として既に機能しておらず、彼のために軍からの命令も無視して私情を挟んで行動していた。
アニメでは入浴中にラルフに服を処分され、軍艦を動かすように命じられて従ったが、ラルフの不意をつき艦の自爆装置を作動させエミリィを連れてユニオンへ投降した。その後、ディーグ艦の自爆を解除する為の案内役を務めたが果たされず、死を恐れひとり逃亡。しかし逃走中に予備機のトゥモールに襲われ死亡した。
バロウ
声 - 長克巳
メドロックの副官。彼女と違いラルフの事は信用しておらず、むしろ邪魔な存在として憎悪している。
ラルフがクンルーンのクルーを虐殺した際に殺害された。

## 登場兵器

### ユニオン軍の兵器
ストレイン・【フリッサー】
ストレインの通常モデル。亜光速時の質量を生かした突撃戦法が最強の武器。
ストレインシリーズは両軍を通じて唯一、単独亜光速巡航の可能な有人機動兵器である。リーズナーが受精卵の時に同一胚から分割・培養された双子の脳が収められたミミックを介する事でリーズナーの思考を即時伝達し、物理的に不可能とされていた亜光速域での有人による戦闘機動を可能にした。そのため、交換・修理・賃借の不可能なミミックを失えばストレインを動かす事が出来なくなる。
主な動力源は特殊なバクテリアを含んだマーキュリオンと呼ばれる発光する液体。マーキュリオンは光弾としても使用でき、機体のどこからでも撃ち出すことが可能。
配備先によって装甲のカラーリングが異なり、グラベラ仕様、バジオン仕様、正規軍仕様の三種類が確認されているが、正規軍用・訓練生用を問わず性能は全て同じである。
ギャンビー
ストレインより以前から活躍する有人機動兵器。ストレインとは違い単独での亜光速戦闘は不可能ながらユニオンの主力兵器としての地位は未だ健在で、この機体でも敵が大部隊でもなければ充分に戦える。
ストレイン・【グロワール】
ストレインの上位モデル。少量生産型の高性能機であり、実力を認められた一握りのリーズナーしか乗れない代物。このストレインに乗れるという事は栄誉とされている。
ストレイン・【ラムダス】
メルチセデックがリベルタッド内でジャンクから自作していたストレイン。リーズナーはセーラ。【グロワール】タイプに勝るとも劣らない高い性能と独自の機構を数多く持つが、ミミックへの負荷が高く、エミリィ以外の通常のミミックでは実用に耐えられないために事実上セーラの専用機となっている。
燃費が悪くまだまだ改良の余地が多い機体で、メルチセデックは趣味も兼ねて常に手を加えている。ちなみにストレインの自作は違法行為らしいが、このストレインが艦を救った事に免じて見逃されている。
通常はメルチセデックの仕事部屋であるリベルタッドの後部格納庫に格納されており、出撃時は正規のハッチではなく、後部ハッチより出撃する。ナンバリングもされておらず、識別は「EX」となっている。

### ディーグ軍の兵器
ストレイン・【グロワール】（ラルフ・ウィーレック機）
ストレインの上位モデル。ディーグの技術を使った改修も行われておりその禍々しい形状とともに各種性能も他の【グロワール】タイプとは別物。ラルフの愛機として戦場を舞い数多くの命を摘んでいく。ラルフの腕前も相まって【フリッサー】タイプのストレインでは相手にならず、対抗するには【ラムダス】とセーラの存在が重要となる。
トゥモール
ディーグの主力である無人機動兵器。敵の拠点に亜光速で突入し様々な破壊活動を行う。一体一体の力は大したことは無いが、自爆や圧倒的な物量戦術でストレインやギャンビーと戦う。無数に存在する自動工場で大量に生産されているが、その幾つかは奪われているらしくユニオンも演習用に保有している。

## スタッフ
- 原作・アニメーション制作 - スタジオ・ファンタジア
- 監督 - 渡邊哲哉
- 特技監督 - 川原智弘
- シリーズ構成 - 赤星政尚
- キャラクターデザイン - 藤田まり子
- メカニックデザイン - 川原智弘、海老川兼武
- 総作画監督 - 佐藤陵
- 美術監督 - 市倉敬
- 色彩設計 - 井上英子
- 撮影監督 - 福士享
- 編集 - 重村建吾
- 音響監督 - 亀山俊樹
- 音楽 - 酒井良
- プロデューサー - 松井智、楠原真理子、月野正志、北浦宏之
- 製作 - 奏光のストレイン製作委員会

## 主題歌

### オープニングテーマ
「メッセージ」
作詞 - 上田緑 / 作曲・編曲 - 上野洋子 / 歌 - Yoko

### エンディングテーマ
「海のオパール」
作詞 - 上田緑 / 作曲・編曲 - 上野洋子 / 歌 - Sema
「アウローラ〜ひとすじの曙光〜」（第9話）
作詞 - 森由里子 / 作曲・編曲 - 上野洋子 / 歌 - Yoko

## 各話リスト
| 話数   | サブタイトル                 | 脚本       | 絵コンテ          | 演出         | 作画監督                            |
| ------ | ---------------------------- | ---------- | ----------------- | ------------ | ----------------------------------- |
| STEP01 | 絶望の前奏曲（プレリュード） | 赤星政尚   | 加瀬充子          | 喜多幡徹     | 清丸悟                              |
| STEP02 | 出逢い                       | 赤星政尚   | 喜多幡徹          | 長尾粛       | 清山滋崇、高瀬言 鈴木佐智子、森川均 |
| STEP03 | 亜光速の悪夢                 | 西園悟     | 藤澤俊幸          | 関田修       | さのえり                            |
| STEP04 | リーズナー・セーラ           | 赤星政尚   | 藤澤俊幸          | 久保太郎     | 川口理恵                            |
| STEP05 | 尽きせぬ恩讐                 | 山田靖智   | 須永司            | 吉田徹       | 中本尚子、武本大介                  |
| STEP06 | 安らぎに背を向けて           | 山田靖智   | 丸藤広貴          | 松村やすひろ | 丸藤広貴                            |
| STEP07 | ラヴィニアの素敵な陰謀       | 西園悟     | 西島克彦          | 阿藍隅史     | 阿藍隅史                            |
| STEP08 | グォール空間補給廠           | 谷崎あきら | 月野正志 喜多幡徹 | 喜多幡徹     | 清丸悟                              |
| STEP09 | 目の前の自分                 | 赤星政尚   | 松園公            | 木村寛       | 川島勝                              |
| STEP10 | 未来の記憶                   | 西園悟     | 荒木英樹          | 高田昌宏     | さのえり、山本祐子 早川ナオミ       |
| STEP11 | 狂宴の幕開け                 | 西園悟     | 山田次郎          | 渡邊哲哉     | 山内則康、佐藤陵 藤田まり子         |
| STEP12 | リベルタッドの攻防           | 山田晴智   | 大畑晃一          | 山口頼房     | 原田峰文                            |
| STEP13 | ラスト・ワルツ               | 赤星政尚   | あおきえい        | あおきえい   | 清丸悟                              |

WOWOWでの放送日
2006/11/01(水) 1 絶望の前奏曲 2 出逢い
2話連続放送
2006/11/08(水) 3 亜光速の悪夢
2006/11/15(水) 4 リーズナー・セーラ
2006/11/22(水) 5 尽きせぬ恩讐
2006/11/29(水) 6 安らぎに背を向けて
2006/12/06(水) 7 ラヴィニアの素敵な陰謀
2006/12/13(水) 8 グォール空間補
2006/12/20(水) 9 目の前の自分
12/27、1/3は放送休止
2007/01/10(水) 10 未来の記憶
1/17、1/24は放送休止
2007/01/31(水) 11 狂宴の幕開け
2007/02/07(水) 12 リベルタッドの攻防
2007/02/14(水) 13 ラスト・ワルツ